# Premio Barcanova
El Premio Barcanova es un premio literario español, de novela escrita en catalán para un público infantil o juvenil (las dos categorías). Lo organiza la Editorial Barcanova (perteneciente al Grupo Anaya). 
Tradicionalmente se fallaba en septiembre, hasta la edición de 2007, que incluye novedades en las bases y se fallará en diciembre. Los últimos ganadores han sido: 
- 2002, Teresa Broseta, por Operación Tarrubi.
- 2003, Dolors Garcia Cornellà, por Cuentos de poca monta.
- 2004, Enric Lluch, De Satanasset a Aletes de Vellut.[1]
- 2005, Joan de Deu Prats, por Náufrago.
- 2006, Eulalia Canal, por Un beso de mandarina.
- 2013, Margarida Aritzeta por El vuelo de la mariposa.[2]
- 2014, Dolors Garcia, por Domingo por la mañana, al pie del sauce.[3]
- 2015, Rubén Montañá, por La botiga de mascotes extraordinàries.[4]